# Fernando Atzori
Fernando Atzori (n. 1 iunie 1942, Ales, Sardinia, Italia – d. 9 noiembrie 2020, Florența, Italia) a fost un boxer ce a reprezentat Italia, medaliat olimpic. A participat la o ediție a Jocurilor Olimpice (1964) în care a câștigat o medalie de aur.

## Participări
Lista de mai jos prezintă principalele competiții la care a participat Fernando Atzori de-a lungul carierei.
- boxing at the 1964 Summer Olympics – flyweight[*]